# Boulengerula changamwensis
Boulengerula changamwensis är en groddjursart som beskrevs av Arthur Loveridge 1932. Boulengerula changamwensis ingår i släktet Boulengerula och familjen Caeciliidae. IUCN kategoriserar arten globalt som otillräckligt studerad. Inga underarter finns listade.